# Diplasterias kerguelenensis
Diplasterias kerguelenensis är en sjöstjärneart som först beskrevs av Jean Baptiste François René Koehler 1917.  Diplasterias kerguelenensis ingår i släktet Diplasterias och familjen trollsjöstjärnor. Inga underarter finns listade i Catalogue of Life.